# Situation d'urgence
Ne doit pas être confondu avec Urgences.

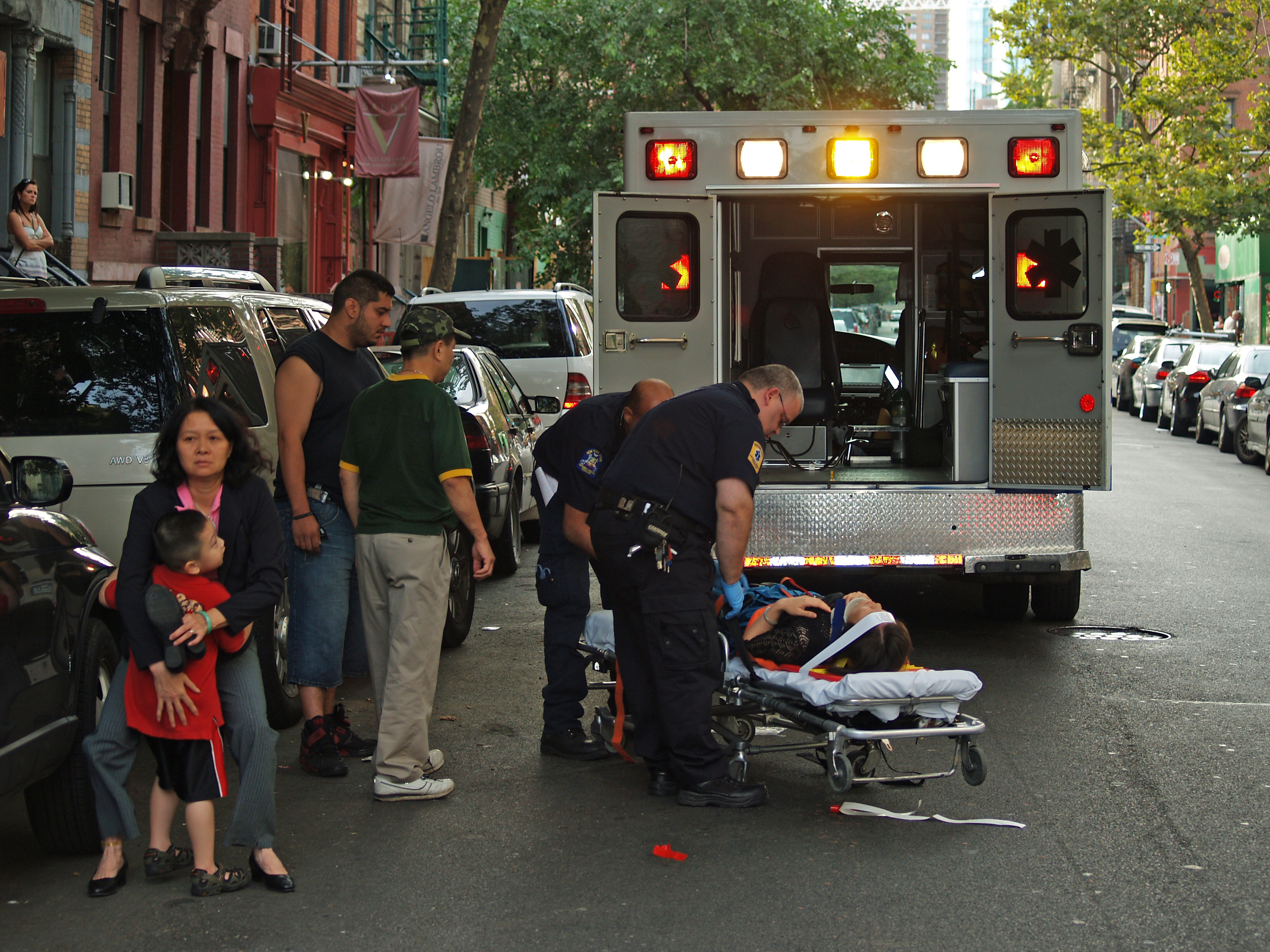
Un ambulancier prend soin d'une femme qui s'est évanouie dans une rue de New York. Quand la vie ou la santé sont en danger, il s'agit d'une urgence grave motivant le recours aux services de secours.

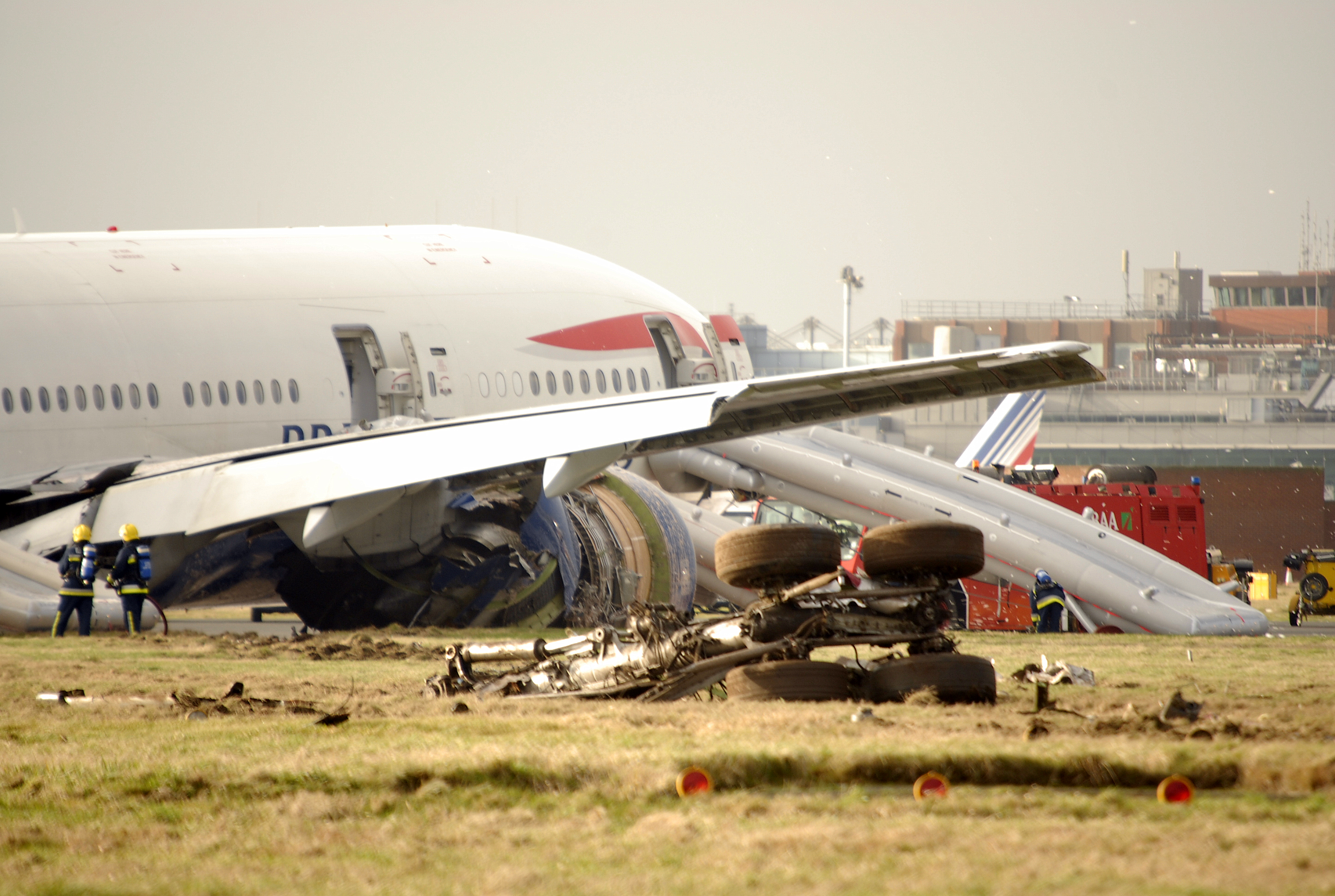
Un toboggan d'évacuation mis en place après l'atterrisage en catastrophe du Vol British Airways 38

Une situation d'urgence est un évènement qui place en danger immédiat la santé, la vie, la propriété ou l'environnement. La plupart des situations d'urgence nécessitent une intervention rapide des services de secours pour éviter une dégradation, bien que la mitigation ne soit pas toujours possible : dans certains cas, les unités de secours ne peuvent offrir que des soins palliatifs.
Certaines situations d'urgence ne présentent aucune équivoque — comme les catastrophes naturelles qui mettent en péril de nombreuses vies. Toutefois, de nombreux accidents à moindre échelle nécessitent l'avis d'un tiers pour évaluer si la situation relève de l'urgence. La définition précise d'une situation d'urgence et les organisations qui participent à leur résolution varient selon les pays ; en général, c'est le gouvernement, dont dépendent ces organisations, qui est chargé de la gestion des crises et de leur prévention.

## Définition d'une situation d'urgence
Pour être qualifié de « situation d'urgence », un évènement doit correspondre à l'un des critères suivants :
- il présente un danger immédiat pour la vie, la santé, la propriété ou l'environnement ;
- il occasionne des décès, des effets graves sur la santé, des dégâts sur la propriété ou sur l'environnement ;
- il présente une probabilité élevée de mettre prochainement en danger la vie, la santé, la propriété ou l'environnement.

Aux États-Unis, la majorité des États ont imposé que les annuaires papier affichent un avertissement précisant qu'il faut libérer la ligne téléphonique si une personne la réclame pour signaler une situation d'urgence. Ces avertissements définissent une situation d'urgence comme : « …un évènement qui met en jeu la vie, la santé ou la propriété et qui nécessite d'appeler rapidement les secours ».
La majorité des services de secours se rejoignent sur la protection de la vie, de la santé et de la propriété humaines. Cette protection s'étend parfois au bien-être animal, même si certaines organisations de secours rattachent cette question à celle de la propriété, au sens d'une menace visant les animaux appartenant à quelqu'un - mais cette définition exclut les espèces sauvages. Pourtant certains organismes instaurent des secours d'urgence pour protéger la faune face à une catastrophe comme une marée noire.

### Au Canada
Au Canada en 2021, le Centre canadien d'hygiène et de sécurité au travail décrit la situation d'urgence comme « une situation qui présente un risque immédiat de préjudice grave pour la santé, la vie, les biens ou l'environnement ».

### En France
En France en 2021, le site du gouvernement ne fournit pas de définition d'une « situation d'urgence » ; il liste cinq catégories de situations d'urgence : « menace terroriste, risques sanitaires, risques technologiques, risques naturels et risques cyber ».
Le CNRTL, d'après le droit civil français, indique « Caractère d'un état de fait susceptible d'entraîner un préjudice irréparable s'il n'y est porté remède à bref délai ».

## Types de situations d'urgence

### Danger pour la vie
De nombreuses situations d'urgence entraînent un danger de mort pour les personnes qui y sont exposées. Ces situations peuvent concerner aussi bien un individu qu'une importante population. Il s'agit autant d'urgences médicales (comme la crise cardiaque, l'AVC, l'arrêt cardiorespiratoire et les traumatismes physiques) que de catastrophes naturelles (tornades, inondations, cyclones ou glissements de terrain) ou les épidémies de maladies graves.
Pour la plupart des organisations, ces situations d'urgence constituent la priorité absolue, suivant la doctrine que rien n'est plus important que la vie humaine.

### Danger pour la santé
Certaines situations d'urgence ne menacent pas la vie à court terme mais elles entraînent de graves séquelles pour la santé et le bien-être des personnes — bien qu'une urgence médicale puisse rapidement se dégrader et menacer la vie du patient.
Les situations d'urgence pour la santé se rapprochent de celles pour la protection de la vie (urgences médicales et catastrophes naturelles) mais leur « portée » est plus large et englobe des évènements qui ne menacent pas directement la vie ; ainsi, la fracture d'un membre n'est pas forcément mortelle mais elle nécessite une intervention immédiate pour une cicatrisation correcte.

### Dangers pour l'environnement
Certaines situations, qui n'exposent pas la vie, la santé et les biens des personnes à court terme, sont parfois considérées comme un cas d'urgence à cause de leurs dégâts sur l'environnement et sur la faune, par exemple une marée noire ou un feu de forêt.

## Systèmes de classement des situations d'urgences
Dans le monde, les organisations de secours proposent différents systèmes pour hiérarchiser les évènements afin définir les priorités.
La première étape de tout classement consiste à définir si un évènement constitue une situation d'urgence et, le cas échéant, déclencher la chaîne des secours. Certaines organisations traitent des appels non urgents, en fonction de leurs ressources et de leurs missions. Une illustration est le cas où des pompiers sauvent un chat coincé dans un arbre, alors que la vie, la santé et la propriété des humains ne sont pas en danger immédiat.
Conformément à ce principe de hiérarchisation, diverses organisations définissent des catégories de situations afin de traiter en priorité les évènements les plus dangereux pour la vie, la santé et la propriété (dans cet ordre). Par exemple, de nombreuses ambulances recourent à l'Advanced Medical Priority Dispatch System (en) (AMPDS) ou un système similaire,. L'AMPDS classe tous les appels aux ambulances en fonction de catégories : « A » (danger de mort immédiat) ; « B » (danger immédiat pour la santé) ; « C » (situations d'urgence moindre, mais qui nécessitent un secours).
Un autre système de hiérarchisation est l'Emergency Medical Dispatch (EMD),. Les organisations qui emploient l'EMD classent chaque appel entrant selon un code : « alpha » (priorité faible) ; « bravo » (priorité moyenne) ; « charlie » (intervention nécessaire d'un paramédic) ; « delta » (priorité élevée, intervention nécessaire avec un équipement avancé de soins intensifs) ; « écho » (priorité maximale, par ex. victime d'arrêt cardiorespiratoire). Les codes déterminent les procédures à engager,,.
D'autres systèmes, surtout ceux qui concernent les accidents majeurs, définissent des critères pour attribuer les ressources. C'est le cas des systèmes CHALET (en) et ETHANE (en), selon des formules mnémotechniques pour que les services de secours classent les urgences et leur attribuent des ressources. Chacun des acronymes aide à évaluation les victimes (dont les morts et les personnes non blessées), le déroulement de l'accident et les services d'assistance à contacter.

## Organisations traitant les situations d'urgence
La majorité des pays développés comportent des secours d'urgence qui offrent de l'aide face à une situation d'urgence. En général, ces organisations sont gérées par le gouvernement, payées par les impôts en tant que service public ; néanmoins, dans certains cas, des services d'urgence sont assurés par des sociétés privées qui réclament un paiement, ou par des associations de bénévoles financées par des dons.
Les secours d'urgence sont typiquement assurés par :
- la police, qui veille à l'application des lois, aux enquêtes criminelles et au maintien de l'ordre public ;
- les pompiers, qui s'occupent des incendies et de certaines assistances techniques (désincarcération, sauvetage par câble…) ;
- les services d'urgences médicales apportent une assistance immédiate à des problèmes médicaux graves et urgents.

Il existe également des services de secours spécialisés, comme ceux des garde-côtes, le déminage, le sauvetage, les matières dangereuses, etc.
Dans certaines crises à grande échelle, comme une catastrophe naturelle ou de graves évènements sociaux, l'armée et l'Amateur Radio Emergency Service (en) ou l'Radio Amateur Civil Emergency Service (en) se joignent aux opérations de secours.

### Contacter les services de secours
Dans la plupart des pays, il existe des numéros d'appel d'urgence pour faire venir les secours sur les lieux d'un accident. Ces numéros varient selon les pays, voire selon les régions au sein d'un même pays.
Néanmoins, le plus souvent, ce sont des numéros courts : 911 aux États-Unis, 999 au Royaume-Uni,, 112 sur le continent de l'Union européenne, et 000 en Australie.
En France, la population peut composer le 15 pour contacter le SAMU, le 17 pour police secours, le 18 pour les sapeurs-pompiers et le 114 pour l'assistance aux personnes malentendantes.
La plupart des téléphones mobiles, en fonction des réseaux, peuvent joindre les services de secours même si le clavier est verrouillé, ou en l'absence d'une Carte SIM en cours de validité.

### Services d'assistance civils
Outre les services d'assistance réservés aux situations d'urgence, certains organismes disposent d'une assistance en urgence qui intervient régulièrement dans son domaine de spécialité. Ces organismes sont, entre autres, des entreprises de service public qui possèdent un service d'assistance pour le gaz ou l'électricité afin de prendre en charge des urgences ; en effet, les installations de gaz et d'électricité sont susceptibles de mettre en danger la vie, la santé et la propriété de nombreuses personnes si les infrastructures subissent un dysfonctionnement,.

### Services d'intervention à domicile
Les services d'intervention à domicile, qui sont rémunérés pour leurs prestations, sont des entreprises privées qui gèrent les situations d'urgence relevant de leurs spécialités. Elles s'investissent dans des créneaux où la santé et la propriété sont fragilisées mais pas au point de déclencher les secours officiels. Il s'agit typiquement des services de réparation ou de dépannage dans un bâtiment.

## Principes des actions de secours
La première règle enseignée aux services de secours est que le ou la secouriste, soit amateur soit professionnel, doit analyser la situation en termes de danger,.

## Gestion des situations d'urgence

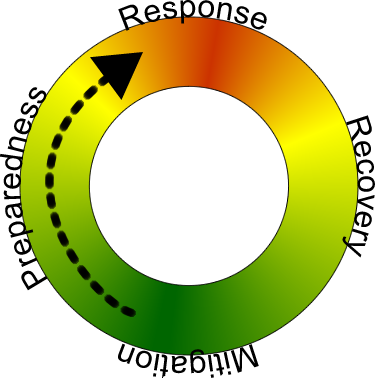
Représentation graphique des quatre phases dans un plan d'urgence.

Les services de secours appliquent divers protocoles face à une situation d'urgence ; ces procédures commencent par la préparation d'un plan d'urgence en amont d'un éventuel évènement. Un système courant pour illustrer ces phases et le graphique ci-contre.
L'anticipation face à un évènement commence par la préparation, c'est-à-dire que les organisations définissent les actions à entreprendre devant un accident ou un ensemble de circonstances. Dans le meilleur des cas, cette préparation prévoit les chaînes de commandement et la répartition des activités parmi les organisations, afin d'éviter des problèmes de coordination.
Lorsqu'une situation de crise se produit, les organisations entrent dans la phase de réaction, où elles exécutent les protocoles prévus, qui sont susceptibles d'évoluer pour pallier certains manques d'efficacité.
Les organismes s'investissent ensuite dans la réparation : après la survenue de l'accident, elles participent aux réparations ou aident les personnes victimes de traumatisme psychique.
Le programme atteint sa phase finale avec la mitigation, qui consiste à prendre des mesures pour éviter la répétition de l'incident ou à instaurer des protocoles pour la gestion du risque. Ces opérations s'intègrent au nouveau plan de préparation, qui compile les données pour des accidents ultérieurs ; et le cycle est complet.
Les personnes peuvent identifier les risques qui les entourent.

## État d'urgence
Lors d'un évènement majeur, comme une catastrophe ou une forte agitation dans la population, de nombreux gouvernements se gardent le droit d'appliquer l'état d'urgence, qui leur confère des pouvoirs étendus sur la vie des citoyens et peut temporairement léser certains droits civiques, y compris le droit au procès. Dans le cas où une zone dont la population est évacuée puis soumise au pillage, les autorités peuvent annoncer que les forces de l'ordre vont tirer à vue, même s'il est très improbable que cette annonce se concrétise.